# Ландшафтний парк «Дуйсбург-Норд»
Ландшафтний парк «Дуйсбург-Норд»  (нім. Landschaftspark Duisburg-Nord) — парк у німецькому місті Дуйсбург, відкритий у 1994 році на території закритого металургійного заводу «Мейдеріх хютте». Площа парку становить 2,28 км². Парк може відвідати кожний охочий (це саме парк, а не музей просто неба). Автор проекту — ландшафтний архітектор Петер Лац (нім. Peter Latz).
Парк «Дуйсбург-Норд» перетворився на важливий громадський парк відпочинку для мешканців Дуйсбурга. Крім того, тут час від часу провадяться, або провадилися концерти класичної музики, автомобільні ярмарки, фестивалі тощо.

## Історія
Будівництво заводу «Мейдеріх хютте» було розпочате компанією «Аугуст Тіссен» у 1901 році. Він безпосередньо прилягав до вугільних родовищ, які компанія придбала раніше. На момент закриття заводу у 1985 році через надлишок виробничих потужностей на європейському ринку чорної металургії, основною продукцією заводу був чавун.
Зупинений завод займав понад 200 га території, він був занехаяний і заріс бур'яном. Передбачалося його знесення. Активність зацікавлених громадян дозволила зупинити знесення заводу і створити новий тип парку між міськими районами Мейдеріх і Гамборн.
Ідея створення парку народилася у групи активістів, які виступали проти демонтажу заводу. За проектом ландшафтного архітектора Петера Лаца навколо промислових руїн і занехаяних промислових об'єктів було створено великий парк.

## Опис
Ландшафтний парк «Дуйсбург-Норд» це вражаючий приклад оновлення й повторного використання території. Територія колишнього промислового підприємства тепер є метушливим шумним парком, створення якого саме тут одночасно вирішує питання нестачі землі і створює живий зв'язок з промисловим минулим регіону. Цей приклад, так само як і приклади з іншими парками вздовж долини річки Емшер, ілюструє важливість історичних будівель, притаманних конкретній місцевості, збереження і креативного використання їх.
У парку є гральні майданчики, кав'ярня, звіринець тощо. У старому будинку адміністрації заводу, побудованому у 1907 році, влаштовано хостел на 140 місць.

### Доменні печі

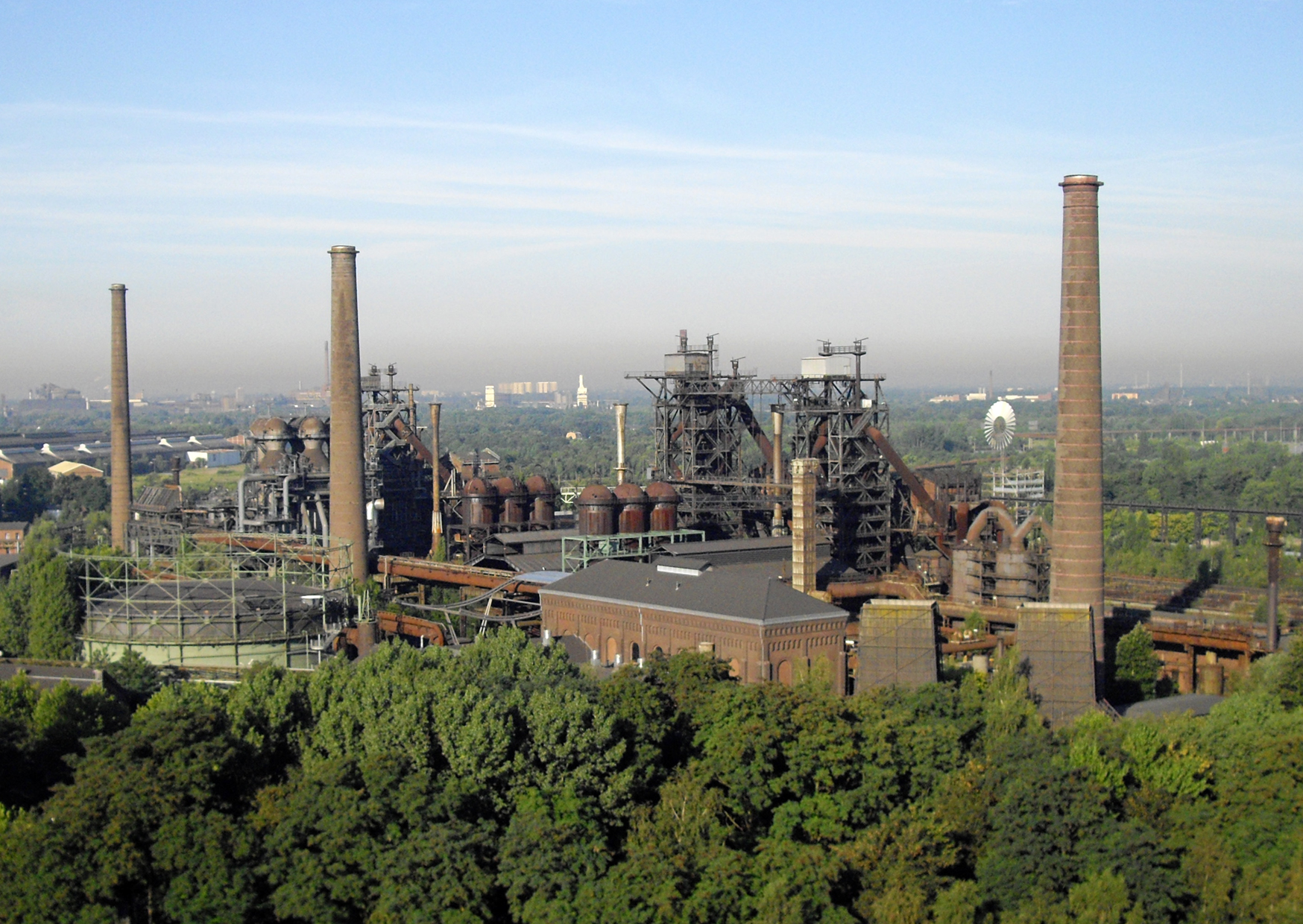
Доменні печі.

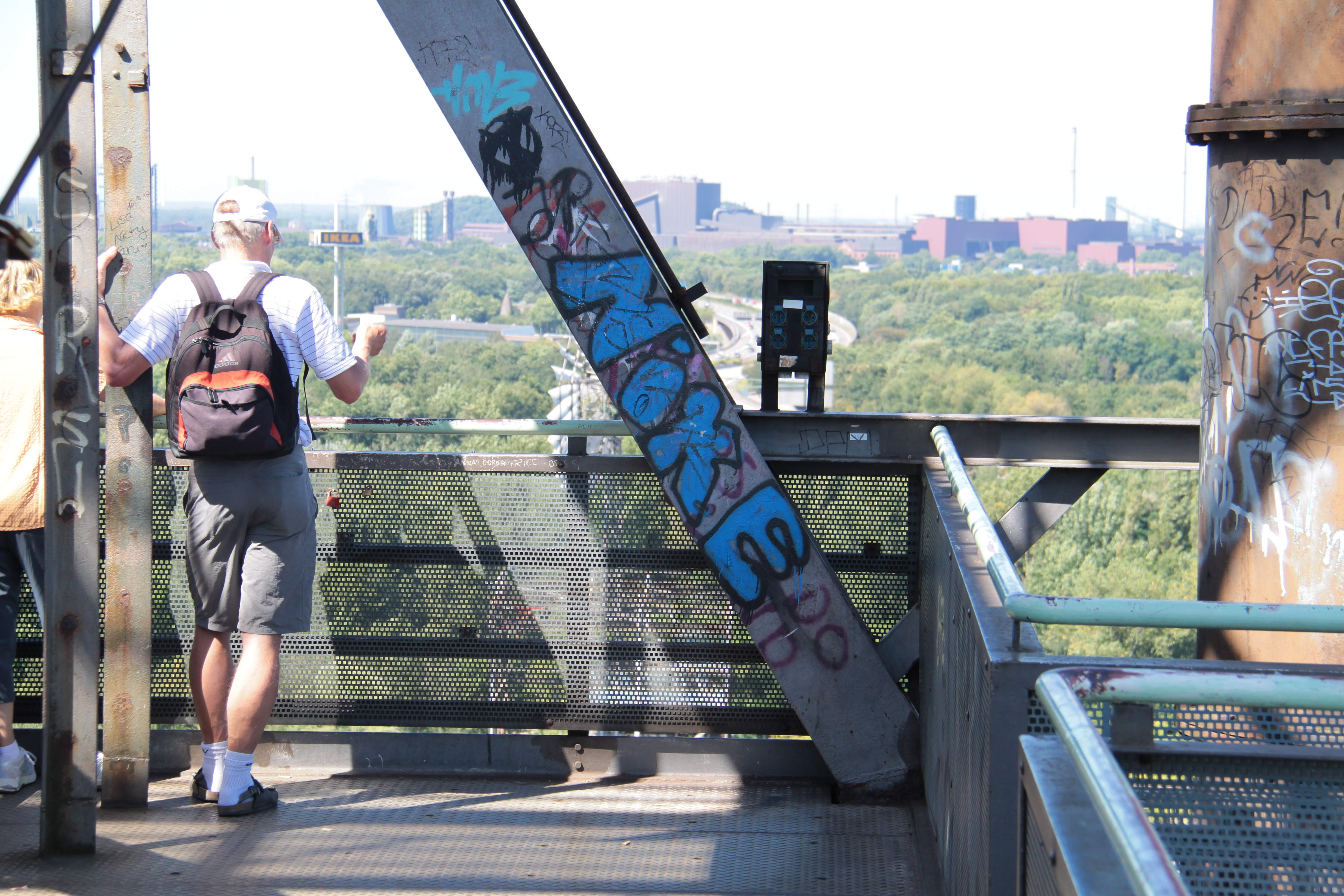
Оглядовий майданчик доменної печі № 5.

З п'яти доменних печей, які колись працювали на тутешньому металургійному заводі, тільки три збереглися до сьогодні, інші дві були демонтовані. З трьох доменних печей, що залишилися, вільний доступ існує лише на доменну піч № 5. Незадовго до закриття заводу на ній було проведено повний капітальний ремонт і, отже, вона перебуває в доброму стані.
Колошниковий майданчик доменної печі № 5 перетворено на оглядовий майданчик для відвідувачів. Сюди підіймаються по залізних сходах. Тут можна подивитися на місто Дуйсбург, Рурський район і Нижній Рейн з висоти.
Доменна піч № 5 і її оглядовий майданчик відкриті щодня без обмежень за часом. У разі поганої погоди, ожеледі, коли сходи й перехідні майданчики вкриваються льодом, і снігу, доменна піч № 5 може бути закрита з міркувань безпеки.
На ливарному дворі однієї з доменних печей влаштовано літній кінотеатр.

### ТЕЦ
Теплоелектроцентраль, будівля якої має довжину 170 метрів і ширину 35 метрів, слугувала колись для забезпечення доменних печей дуттям. Саме тут були розташовані повітродувки. У той же час тут вироблявся електричний струм для всього заводу і сусіднього житлового масиву. З 1997 року, коли будинок було модернізовано і перебудовано, його величезний зал є місцем для масштабних заходів, таких як концерти, спортивні змагання тощо.

### Газгольдер
Циліндричний газгольдер, побудований в 1920 році, раніше використовувався для проміжного зберігання доменного газу. Тепер він знайшов нове застосування — в ньому було побудовано басейн глибиною 13 м. Тут дайвери можуть плавати і досліджувати оригінальний штучний підводний ландшафт.

### Кольорове освітлення

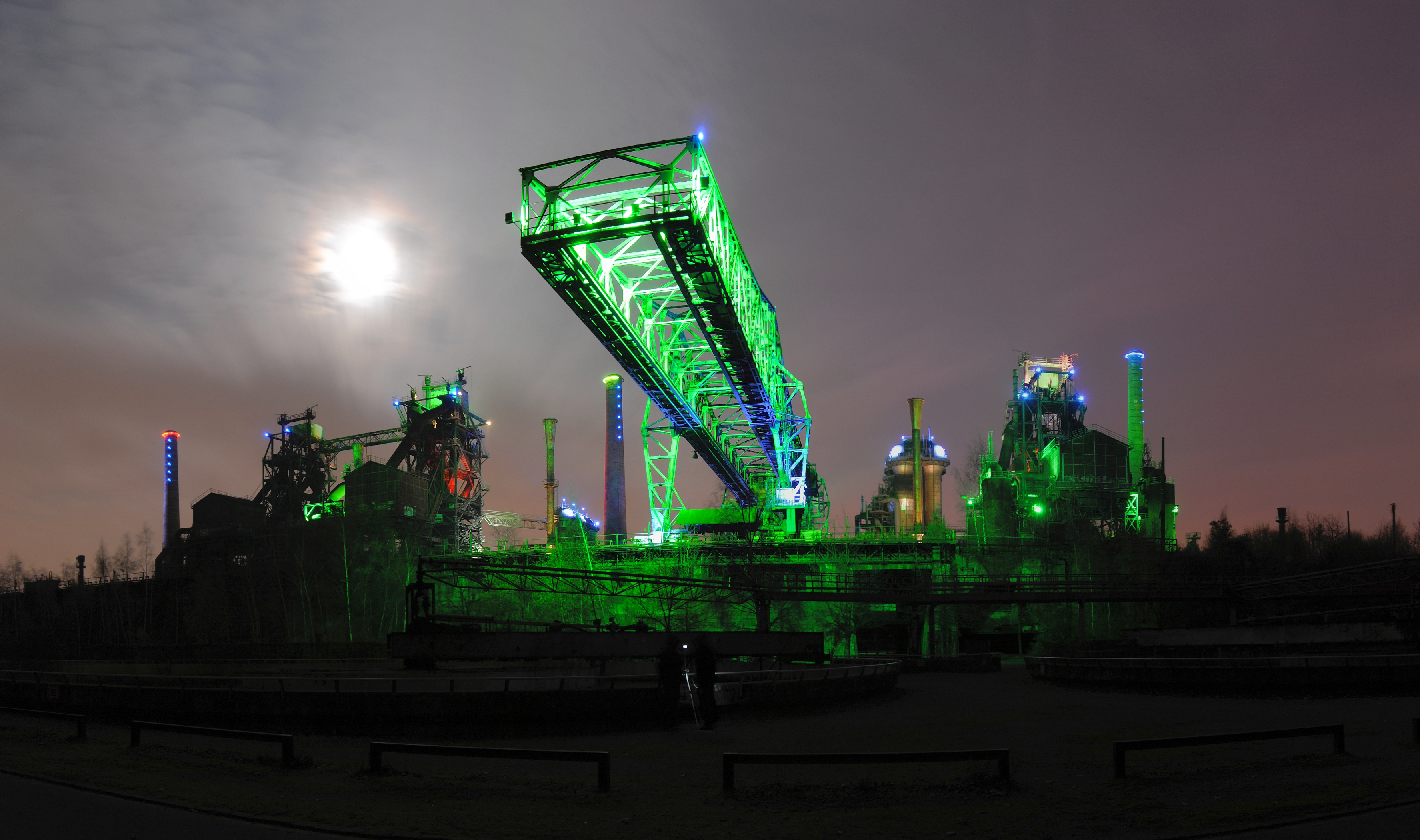
Нічне кольорове освітлення.

З грудня 1996 року у ландшафтному парку використовується спеціальне кольорове освітлення колишніх промислових споруд. Світлова інсталяція британського художника Дж. Парка занурює колишній металургійний завод в захоплююче море світла і кольору. Установка освітлює технічні структури в самому серці старого металургійного заводу, що займає площу близько 15 га.
Так звана повна програма кольорового освітлення працює по п'ятницях, суботах, неділях і в святкові дні. З понеділка по четвер використовується зменшена програма освітлення, що обмежується освітленням трьох димових труб. Для спеціальних функцій повна програма іноді запускається по робочих днях. Вмикання й вимикання світла здійснюється сутінковим вимикачем (фотореле). Це пояснює, чому взимку світло часто включається вже о 5 годині вечора, в той час як влітку вона може початися вже о 10 годині вечора.

## Інші подібні парки
Ландшафтний парк «Дуйсбург-Норд» не є абсолютно унікальним, подібні парки або музеї просто неба, тобто створені на території колишніх заводів із збереженням промислових об'єктів, існують в деяких інших країнах і в самій Німеччині. Серед таких парків — Парк Фундідора (Бразилія), парк на території колишнього металургійного заводу Юканж (Франція), музей просто неба на території колишнього Фольклінгенського металургійного комбінату. До такого типу парків належить й музей просто неба на території колишнього Енгельсберзького залізоробного заводу (Швеція).

## Виноски
1. ↑  archINFORM — 1994.
2. 1 2 3 4 5 6  Landscape Park Duisberg-Nord, Germany [Архівовано 15 березня 2017 у Wayback Machine.]. // Timothy Beatley. Native to Nowhere: Sustaining Home And Community In A Global Age [Архівовано 15 березня 2017 у Wayback Machine.]. — Washington: Island Press, 2004. — P. 57 — 59. (англ.) ISBN 1-55963-914-8
3. ↑  Han Lörzing. The Nature of Landscape: A Personal Quest [Архівовано 16 березня 2017 у Wayback Machine.]. — Rotterdam: 010 Publishers. — 2001. — P. 122. (англ.)
4. 1 2 3 4 5 6 7 8 9 10 11  From an idea to Landscape Park. Сайт http://en.landschaftspark.de. Duisburg Kontor Hallenmanagement GmbH. Архів оригіналу за 15 березня 2017. Процитовано березень 2017. {{cite web}}: Зовнішнє посилання в |work= (довідка)